# DM i markhåndbold
Danmarksmesterskabet i markhåndbold var et mesterskab, som i perioden 1947-1959 blev arrangeret af Dansk Håndbold Forbund (nu Dansk Håndbold) for mandlige danske håndboldhold. Der blev ikke arrangeret tilsvarende mesterskabet for kvinder.
Mesterskabet blev afviklet for sidste gang i 1959 og blev erstattet af et udendørs mesterskab for 7-mandshold.

## Danmarksmestre
| Sæson | Mesterhold        |
| ----- | ----------------- |
| 1947  | IF Ajax           |
| 1948  | IF Ajax           |
| 1949  | IF Ajax           |
| 1950  | IF Ajax           |
| 1951  | IF Ajax           |
| 1952  | Vejlby-Risskov IK |
| 1953  | IF Ajax           |
| 1954  | ?                 |
| 1955  | IF Ajax           |
| 1956  | IF Ajax           |
| 1957  | AGF               |
| 1958  | Helsingør IF      |
| 1959  | Helsingør IF      |